# Гли (кошка)

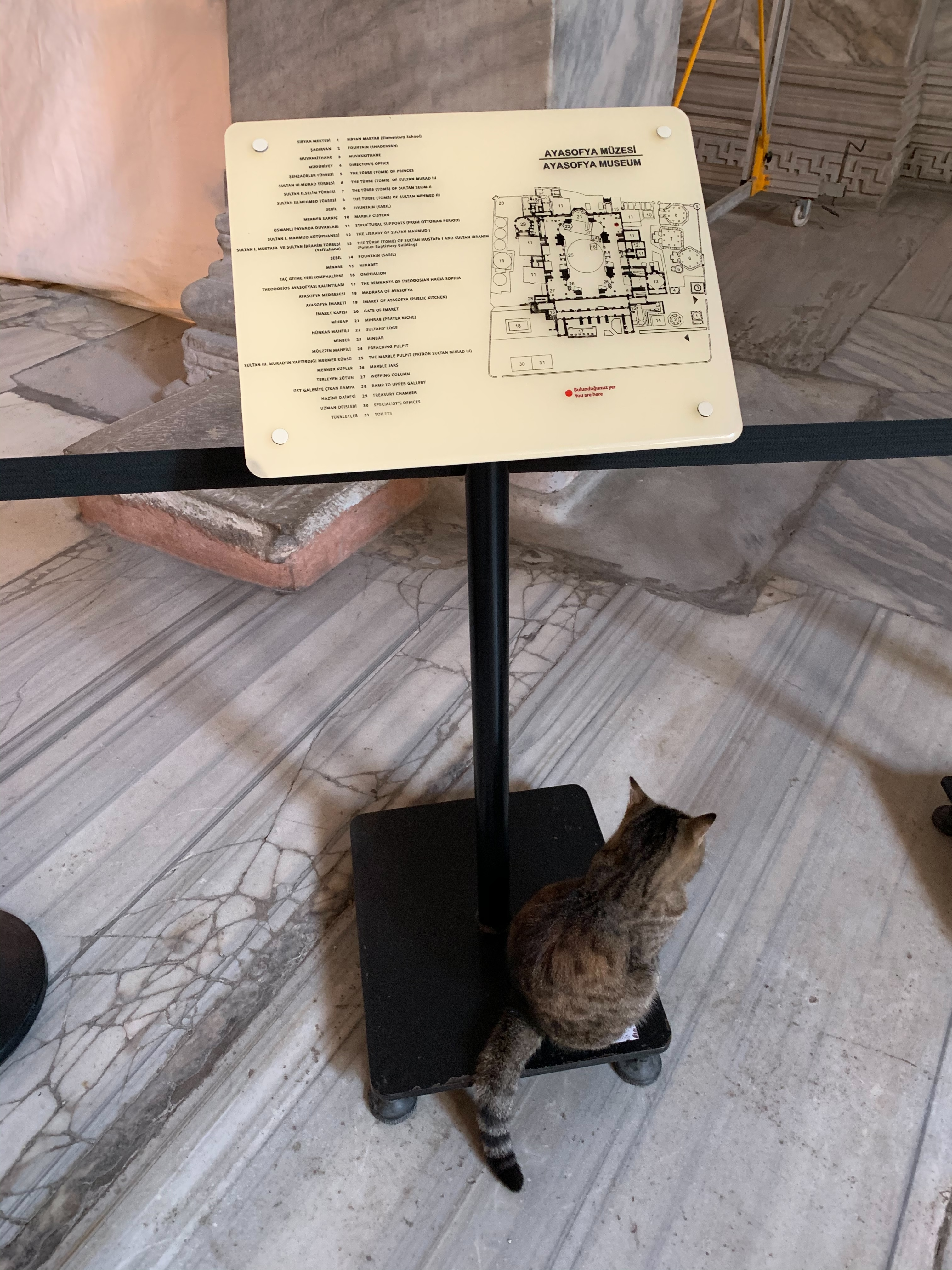
Гли в Святой Софии, 2019 год

Гли (тур. Gli; ок. 2004 — 7 ноября 2020) — европейская короткошерстная кошка из Стамбула, родившаяся и прожившая всю жизнь в Айя-Софии (собор Святой Софии), ставшая интернет-знаменитостью и местной достопримечательностью, привлекавшей внимание туристов. Она привлекла значительное внимание со стороны средств массовой информации в 2020 году, когда Айя-София была вновь открыта в качестве мечети.
Гли умерла 7 ноября 2020 года, после прохождения лечения (с 24 сентября) в ветеринарной клинике в Левенте (Стамбул). Было принято решение, что она будет похоронена в помещении собора Святой Софии. Посвящённый ей аккаунт в сети Instagram имел на момент её смерти более 118 000 подписчиков.

## Жизнь
Гли родилась на территории собора Святой Софии в 2004 году, у неё были брат и сестра по кличкам Пати и Кызым. Гли сумела стать любимицей туристов, посещавших Айя-Софию, в то время являвшуюся музеем, вскоре она стала одним из символом этого храма. Гли приобрела всемирную известность в 2009 году во время посещения Бараком Обамой собора Святой Софии. Американский президент и тогдашний премьер-министр Турции Реджеп Тайип Эрдоган погладили Гли. После того как стало известно, что собор Айя-София вновь открывается в качестве мечети, изображение Гли заполнило социальные сети, вернув ей популярность. Пресс-секретарь президента Ибрагим Калын высказался по этому поводу: «Эта кошка стала очень известной, есть и другие, ещё не столь популярные. Эта кошка останется там, и всем кошкам рады в наших мечетях».
Согласно заявлению губернатора Стамбула Али Ерликаи, Гли умерла в 2020 году в ветеринарной клинике в Левенте после того, как она была отправлена туда на лечение 24 сентября того же года.